# Leptolebias marmoratus
 Leptolebias marmoratus és un peix de la família dels rivúlids i de l'ordre dels ciprinodontiformes.

## Morfologia
Els mascles poden assolir els 3 cm de longitud total.

## Distribució geogràfica
Es troba a Sud-amèrica: Brasil (rodalia de Rio de Janeiro).